# 京都神田明神
座標: 北緯35度0分11.66秒 東経135度45分21.56秒 / 北緯35.0032389度 東経135.7559889度
京都神田明神（きょうとかんだみょうじん）旧名：神田神宮とは、平將門の首が晒されたとされている地に残されている祠である。天慶の乱の後、 貞盛、秀郷に討たれた将門の首級は平安京まで送られ東の市・都大路で獄門にかけられた。その首の行方から将門塚（しょうもんづか）をはじめ数々の伝説が全国各地に残されている。

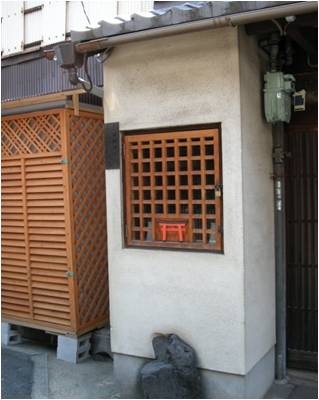
京都 神田明神（移設前）

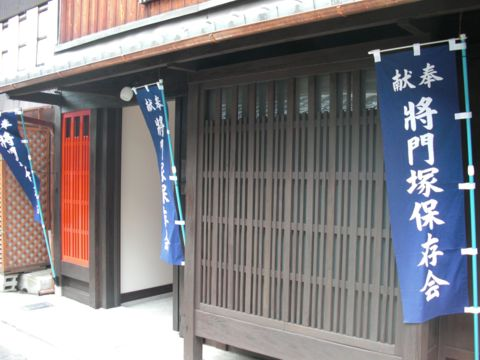
京都 神田明神外観（移設後）

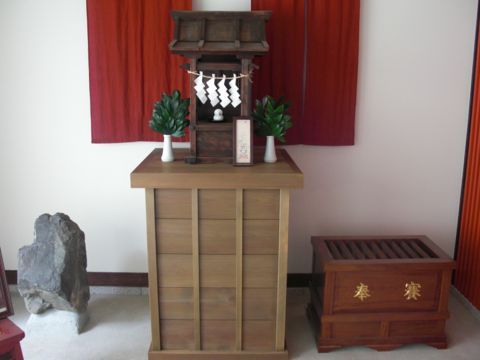
京都 神田明神内部（移設後）

## 概要
所在地：京都市 下京区 綾小路通西洞院東入新釜座町728
京都・四条通を南の綾小路通りへ少し下がった路地に民家の軒下に埋め込まれるように祀られている。所在する新釜座町の地は、平安時代当時は左京五条三坊一保一町の町中であったが、後には 太政大臣・藤原頼忠の四条宮となった。その後再び町屋になったという、市内でも古い町である。2010年（平成22年）2月に行われた改修工事以前は、民家軒下の壁が路地にせり出しており、上部には格子の中に古い廚子が納められ、下部には壁の中に石が塗りこまれていた。その後、祠は民家の中に移設され、下部にあった石と共に祀られるようになった。

## 歴史
築土神社が祀られた頃、当時“市聖”とあがめられていた高僧の空也上人は京の都において、将門の首が晒された地に堂を建て手厚く供養したという。いつしか「空也供養の道場」と呼ばれるようになり、後にこれがクウヤクヨウ…がなまってコウヤク、細い路地に位置することから“膏薬の辻子（こうやくのずし）”として地名になったと伝わっている。明治2年に南北に分かれていた膏薬辻子を合併し、現在の町名（新釜座町）に変えられるまではこの名で呼ばれていた。江戸時代の地誌類にはいくつかに掲げられている。『京雀』「かうやくの辻子」のくだりには「又此町の南にて行當神田明神の社有」と記載されている。 『拾遺都名所図会〜巻一〜』においても「天慶3年に平将門の首を晒したところであり、それよりこの地に家を建てると祟りがある」「空也上人は将門の亡霊をここに供養し、石を建てて印とした」という内容が書かれている。 明治に入ってからの、『京都日出新聞』では将門の首塚を発見したという記事が載ったが、大正初年の『京都坊目誌』には将門との縁を否定する文が残されている。ここが東京の神田明神の本家であるという説もあるが、裏付ける資料は見つかっていない。

## 交通アクセス
四条烏丸（南西角）を西方面へ進み、四条通南側新町と西洞院の間の路地を入った先に所在する。京都市営地下鉄烏丸線 四条駅より徒歩6分、阪急京都本線 烏丸駅 26番出口より徒歩5分ほどの距離にある。
市バス「四条西洞院」より徒歩1分。路地を入り、史蹟将門塚保存会の幟が立てられているのが目印。